# Marfa Inofuentes Pérez
Marfa Inofuentes Pérez (La Paz, 23 de abril de 1969-4 de marzo de 2015) fue una activista afroboliviana comprometida con el movimiento de reforma Constitucional para reconocer a los afrobolivianos como un grupo étnico en el país. Después de conseguir que la comunidad afroboliviana sea protegida bajo la ley, fue propuesta para encabezar el Ministerio de Género y fue nombrada sub alcaldesa del Macrodistrito Periférica de la ciudad de La Paz.

## Primeros años
Marfa Inofuentes Pérez nació en 1969 en La Paz, Bolivia, fue una de los tres hijos de Benjamín Inofuentes. Su padre nació en Tocaña, un pueblo que forma parte de los Yungas bolivianos, región de origen de la mayoría de los afrobolivianos. Después de concluir sus estudios secundarios, Inofuentes se matriculó en la Universidad Mayor de San Andrés, estudiando sociología y Derecho.

## Carrera
En 1990 Inofuentes se unió al Movimiento Cultural Saya Afroboliviano, un grupo organizado para preservar las tradiciones culturales de los afrobolivianos, particularmente en la manifestación de la saya, para aumentar su visibilidad y aceptación en la sociedad en general.  Participó en una presentación pública de saya en Tocaña en 1990, una de las primeras veces en que se permitió la asistencia de público presenciando las ceremonias.

### Fundación de CADIC
En 2001, después de la Primera Conferencia Mundial contra el Racismo que emitiera la Declaración de Durban, Inofuentes y Jorge Medina, cofundaron el Centro Afroboliviano para el Desarrollo Integral y Comunitario (CADIC) para defender el  reconocimiento del gobierno de la población negra de Bolivia. Según una encuesta de 1997 realizada por el Banco Interamericano de Desarrollo, que incluía a Mónica Rey Gutiérrez, otra activista afroboliviana, la población afro contabilizó alrededor de {{#formatnum:20000}} personas, pero el censo anterior, en 2001, no tenía ninguna categoría excepto «otro» para determinar el tamaño de este grupo étnico. Ella creía que la carencia de reconocimiento estatal como minoría, y la incapacidad para determinar la medida de la población, permitían la marginación de los afrobolivianos, al no haber ninguna protección legal contra la discriminación o violencia racial.
En sus frecuentes viajes, Inofuentes representó a las mujeres negras de Bolivia en reuniones de la Organización de Estados Iberoamericanos en Brasil, Colombia, Ecuador, Panamá, Perú, y los Estados Unidos. También formó parte de la organización feminista Red de Mujeres del Caribe de América Latina y la Diáspora Africana (RMCALD).

### Actuación durante la Asamblea Constituyente
En 2006, después de la elección de Presidente Evo Morales, se reunieron legalistas en Sucre para reescribir la Constitución. Inofuentes y otros activistas negros contactaron a todos los partidos políticos, presionando para lograr el reconocimiento de los afrobolivianos como un grupo étnico. Como una de las activistas principales incluida en la Asamblea Constitucional boliviana, Inofuentes abogó por la adición de artículos para proteger los derechos civiles de los Afrobolvianos, incluyendo lenguaje que reconociera de manera explícita a la población y protegiera su cultura con las mismas provisiones proporcionadas a personas indígenas y otras minorías interculturales. Obteniendo las concesiones deseadas, en 2009, los afrobolivianos obtuvieron reconocimiento y protección constitucional, tras el referéndum constitucional boliviano. Su activismo la llevó a su ser postulada para encabezar el Ministerio de Género. En 2010, fue nombrada vicealcaldesa del Macrodistrito Periférica del Municipio de La Paz, pero un año después desarrolló problemas de salud que la llevaron a un coma del cual no se recuperó.

## Muerte y legado
Inofuentes murió el 4 de marzo de 2015 en el Hospital Obrero de La Paz y es recordada por su activismo para obtener reconocimiento para las tradiciones culturales e identidad del pueblo afroboliviano.
El Gobierno Autónomo Municipal de La Paz denominó Marfa Inofuentes Pérez a la festividad Jiska Anata como homenaje a la activista.